# Departamento de Oceanografia e Pescas

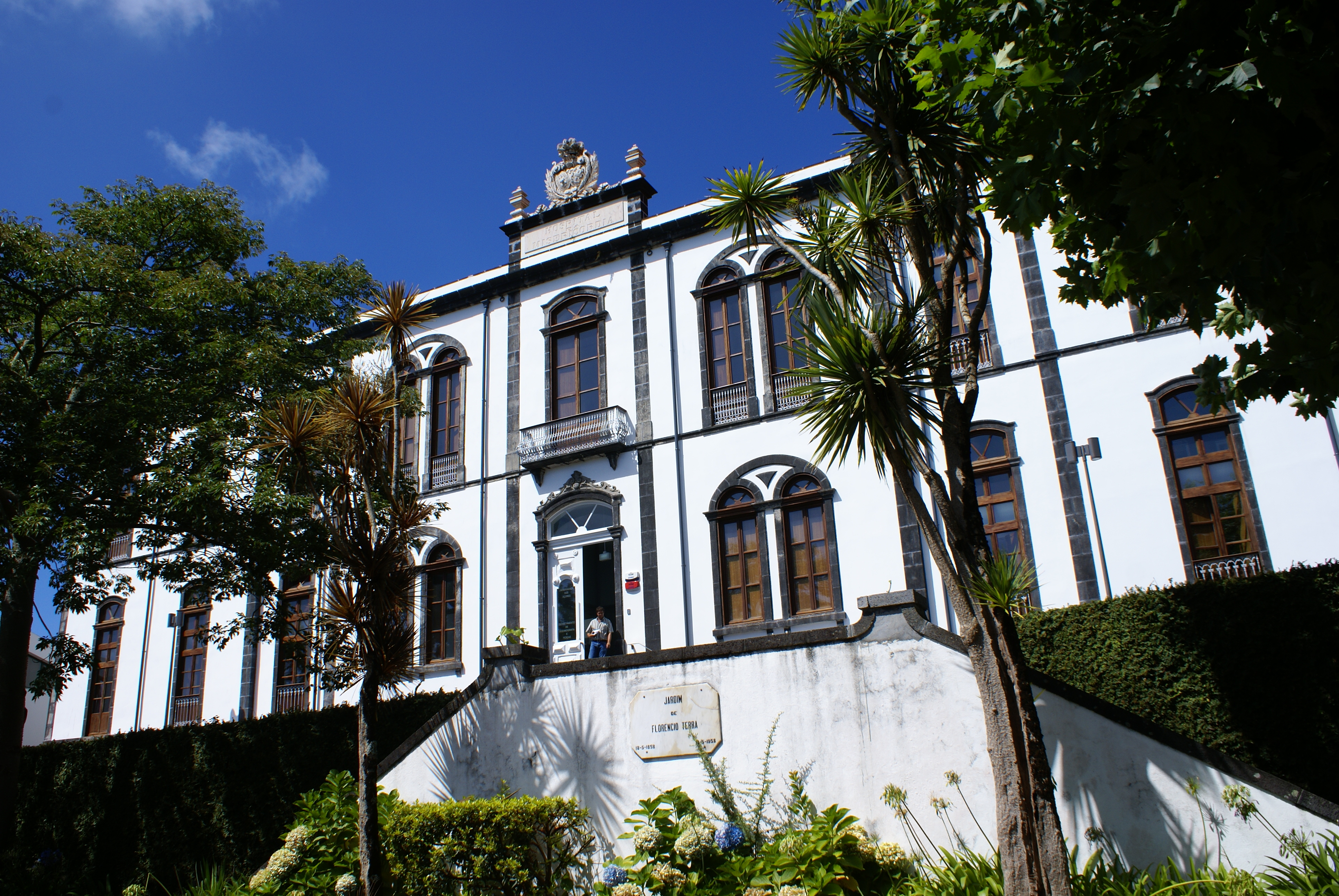
Sede do Departamento de Oceanografia e Pescas, na Horta.

O Departamento de Oceanografia e Pescas (DOP) MHSE é uma das unidades orgânicas da Universidade dos Açores. Está localizada no Concelho da Horta, na Ilha do Faial, nos Açores, sendo o único departamento da Universidade situado nessa ilha.
Foi criado em 1976, a fim de promover "a compreensão científica, a conservação da vida marinha e o uso sustentável do Oceano Atlântico na região dos Açores". 
A 6 de Junho de 2008 foi feito Membro-Honorário da Antiga, Nobilíssima e Esclarecida Ordem Militar de Sant'Iago da Espada, do Mérito Científico, Literário e Artístico.